# 里奇蘭鎮區 (密歇根州蒙卡爾姆縣)
里奇蘭鎮區（英語：Richland Township）是位於美國密歇根州蒙卡爾姆縣的一個行政鎮區。

## 地方資料
里奇蘭鎮區的面積為93.90平方千米，當中陸地面積為92.30平方千米，而水域面積為1.60平方千米。根據2020年美國人口普查的數據，當地共有人口2646人，而人口密度為每平方千米28.18人。